# Pyramide von Falicon

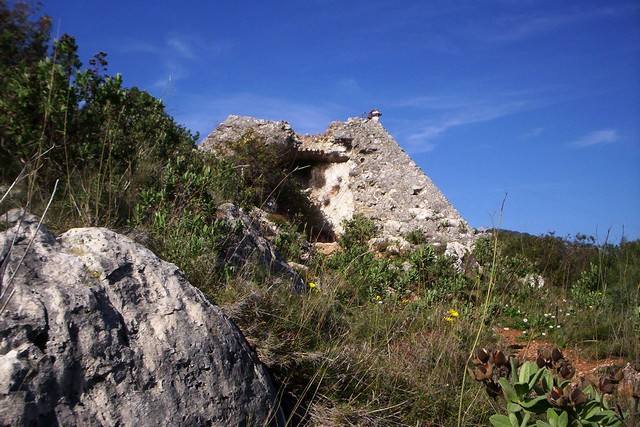
Pyramide von Falicon

Die Pyramide von Falicon ist ein Bauwerk nahe der Stadt Falicon nahe Nizza.
Man vermutet, dass sie während der Regierungszeit von Napoleon Bonaparte entstand.